# Klara Lidén
Klara Lidén (* 1979 in Stockholm) ist eine schwedische Installations-, Performance- und Videokünstlerin.

## Leben
Klara Lidén studierte von 2000 bis 2004 Architektur an der Königlich Technischen Hochschule Stockholm. 2003 besuchte sie die Universität der Künste Berlin.
Ab 2004 wechselte sie an die Konstfack, wo sie drei Jahre lang studierte.
Bereits zu diesem Zeitpunkt waren ihre Werke regelmäßig in internationalen Einzel- und Gruppenausstellungen zu sehen. Ihre bisher bedeutendste Einzelausstellung fand 2010 in der Serpentine Gallery in London statt.
2010 gewann sie den Kunstpreis blauorange der Deutschen Volksbanken und Raiffeisenbanken, ein Jahr später einen Sonderpreis auf der Kunstbiennale in Venedig sowie den Preis der Nationalgalerie für junge Kunst.
Heute lebt und arbeitet Klara Lidén in Berlin.

## Werk
Klara Lidéns Werk besteht hauptsächlich aus Videos, Performances und Installationen sowie Skulpturen. Zu ihren bevorzugten Themen gehören ziviler Ungehorsam, verborgene Aggression und Rebellion in der heutigen Gesellschaft.
Zwei ihrer frühen Performance-Projekte waren unter anderem der Bau eines Hauses aus Müll an einem Flussufer und das Überkleben von Straßenwerbung mit weißen Plakaten.
In der Regel nimmt sie ihre improvisierten Performances auf und stellt diese Kurzfilme später aus. Häufig ist sie selbst dabei die Akteurin. Dies war z. B. bei Paralyzed (2003) der Fall, einem ihrer bekanntesten Werke, das fünf Jahre später vom Museum of Modern Art erworben wurde. Das Video zeigt, wie sie auf provokative Weise in einer S-Bahn tanzt und ihren Gefühlen und ihrem Körper trotz der zahlreichen Zuschauer freien Lauf lässt.
Ein weiteres erfolgreiches Video von Lidén ist Moonwalk (2008), in dem sie im Stil von Michael Jackson nachts durch die Straßen von New York geht.
Lidéns Videos sind oft Teil ihrer multimedialen Installationen. Dabei stellt sie beispielsweise aus Gebrauchsmaterialien wie Pappkarton, Wellblech und Folien fragile Raumkonstruktionen her, durch die sich der Besucher bewegt und dabei auf verborgene Videopräsentationen stößt.
In der Ausstellung Unheimlich Manoeuvre (2007) brachte sie das gesamte Inventar ihrer Wohnung in das Stockholmer Museum und gestaltete daraus eine Installation.

## Ausstellungen (Auswahl)
- 2005: Dr. 3000, Reena Spaulings Fine Art, New York
- 2006: Economy Class, Reena Spaulings Fine Art, New York
- 2007: Unheimlich Maneuver, Moderna Museet, Stockholm
- 2007: Klara Liden, Hayward Gallery, London
- 2008: Elda för kråkorna, Reena Spaulings Fine Art, New York
- 2009: The Teenage Room, Nordic Pavillion, Biennale di Venezia, Venedig
- 2009: Projects 89, Museum of Modern Art, New York
- 2009: Never Come Back, Kunsthalle Fridericianum, Kassel
- 2010: Reena Spaulings Fine Art, New York
- 2010: Jeu de Paume, Paris.
- 2010: Klara Lidén, Serpentine Gallery, London
- 2011: Klara Lidén, Galerie Neu, Berlin
- 2011: Klara Lidén, Moderna Museet, Stockholm
- 2011: ILLUMInations, 54. Biennale di Venezia, Venedig
- 2012: Bodies of Society, New Museum, New York
- 2012: Pretty Vacant, Reena Spaulings Fine Art, New York
- 2013: Klara Lidén: The Myth of Progress, Irish Museum of Modern Art, Dublin
- 2013: Klara Lidén: Invalidenstraße, Museion, Bozen
- 2014: In the Near Future, Muzeum Sztuki Nowoczesnej w Warszawie, Warschau
- 2014: High Performance. Die Julia Stoschek Collection zu Gast am ZKM, Zentrum für Kunst und Medientechnologie, Karlsruhe
- 2015: Klara Lidén: Battement battu, Wiels – Zentrum für zeitgenössische Kunst, Forest

## Stipendien und Auszeichnungen
- 2008: Stipendium des International Artist Studio Program in Stockholm (IASPIS)
- 2009: Stipendium der Foundation for Contemporary Arts, New York, Kategorie Visual Arts[5]
- 2010: Kunstpreis blauorange[6]
- 2011: Sonderpreis auf der Kunstbiennale in Venedig
- 2011: Preis der Nationalgalerie für junge Kunst[7]